# IATA空港コードの一覧/C
IATA空港コードの一覧: A - B - C - D - E - F - G - H - I - J - K - L - M - N - O - P - Q - R - S - T - U - V - W - X - Y - Z

## C
この一覧では次のような形式で羅列する。
- IATAコード (ICAOコード) – 空港名 – 空港の所在地

### CA
- CAA (MHGE) – El Aguacate 空港 – Catacamas、ホンジュラス共和国
- CAB (FNCA) – カビンダ空港 – カビンダ、アンゴラ共和国
- CAC (SBCA) – Cascavel 空港 – Cascavel、ブラジル連邦共和国
- CAD (KCAD) – ウェクスフォード郡空港 – ミシガン州キャデラック、アメリカ合衆国
- CAE (KCAE) – Columbia Metropolitan 空港 – サウスカロライナ州ウエストコロンビア、アメリカ合衆国、コロンビア近郊
- CAF (SWCA) – Carauari 空港 – Carauari、ブラジル連邦共和国
- CAG (LIEE) – カリャリ・エルマス空港 – カリャリ、イタリア共和国
- CAH (VVCM) – カマウ空港 – カマウ省カマウ、ベトナム社会主義共和国
- CAI (HECA) – カイロ国際空港 – カイロ、エジプト・アラブ共和国
- CAJ (SVCN) – Canaima 空港 – Canaima、ベネズエラ・ボリバル共和国
- CAK (KCAK) – アクロン・カントン地域空港 – オハイオ州アクロン カントン近郊、アメリカ合衆国
- CAM (SLCA) – Camiri 空港 – Camiri、ボリビア他民族国
- CAN (ZGGG) – 広州白雲国際空港 – 広東省広州、中華人民共和国
- CAO (KCAO) – クレイトン町営空港 – ニューメキシコ州クレイトン、アメリカ合衆国
- CAR (KCAR) – カリブー市営空港 – メイン州カリブー、アメリカ合衆国
- CAS  – Casablanca–Anfa空港 – カサブランカ、モロッコ王国
- CAV (KCAV) – クラリオン市営空港 – アイオワ州クラリオン、アメリカ合衆国
- CAY (SOCA) – カイエンヌ・フェリックス・エブエ国際空港 – フランス領ギアナ、カイエンヌ、フランス共和国

### CB
- CBB (SLCB) – ホルヘ・ウィルステルマン国際空港 – コチャバンバ、ボリビア共和国
- CBE (KCBE) – グレーターカンバーランド地域空港 – メリーランド州カンバーランド、アメリカ合衆国
- CBF (KCBF) – カウンシルブラフス市営空港 – アイオワ州カウンシルブラフス、アメリカ合衆国
- CBG (KCBG) – ケンブリッジ市営空港 – ミネソタ州ケンブリッジ、アメリカ合衆国
- CBG (EGSC) – ケンブリッジ空港 – ケンブリッジ、イングランド
- CBK (KCBK) – Shalz Field – カンザス州コルビー、アメリカ合衆国
- CBL (SVCB) – シウダ・ボリバル空港 – シウダ・ボリバル、ベネズエラ・ボリバル共和国
- CBM (KCBM) – コロンバス空軍基地 – ミシシッピ州コロンバス、アメリカ合衆国
- CBO (RPMC) – コタバト空港 – 北マギンダナオ州ダトゥ・オディン・シンスアット、フィリピン
- CBP (LPCO) – コインブラ空港 – コインブラ、ポルトガル共和国
- CBQ (DNCA) – マーガレット・エクポ国際空港 – カラバル、ナイジェリア
- CBR (YSCB) – キャンベラ国際空港 – キャンベラ、オーストラリア連邦
- CBU (EDCD) - Cottbus-Drewitz 空港、シュプレー＝ナイセ郡、ドイツ

### CC
- CCB (KCCB) – Cable 空港 – カリフォルニア州アップランド、アメリカ合衆国
- CCC (MUCC) – Jardines del Rey 空港 – Cayo Coco, Cuba、キューバ共和国
- CCF (LFMK) – Carcassonne Salvaza 空港 – カルカソンヌ、フランス共和国
- CCJ (VOCL) – カリカット国際空港 – カリカット（Calicut）、インド
- CCO (KCCO) – Newnan Coweta 郡空港 – ジョージア州ニューナン、アメリカ合衆国
- CCP (SCIE) – カリエル・スール国際空港 – コンセプシオン、チリ共和国
- CCR (KCCR) – Buchanan Field – カリフォルニア州コンコード、アメリカ合衆国
- CCS (SVMI) – シモン・ボリバー空港 – Maiquetia、ベネズエラ・ボリバル共和国、カラカス近郊
- CCU (VECC) – ネータージー・スバース・チャンドラ・ボース国際空港 – ダムダム、インド、コルカタ（Calcutta）近郊
- CCY (KCCY) – チャールズシティ市営空港 – アイオワ州チャールズシティ、アメリカ合衆国

### CD
- CDB (PACD) – コールドベイ空港 – アラスカ州コールドベイ、アメリカ合衆国
- CDC (KCDC) – シーダーシティ市営空港 – ユタ州シーダーシティ、アメリカ合衆国
- CDG (LFPG) – パリ＝シャルル・ド・ゴール空港 – パリ、フランス共和国
- CDH (KCDH) – Harrell Field – アーカンソー州カムデン、アメリカ合衆国
- CDI (KCDI) – ケンブリッジ市営空港 – オハイオ州ケンブリッジ、アメリカ合衆国
- CDK (KCDK) – George T. Lewis 空港 – フロリダ州シーダーキー、アメリカ合衆国
- CDN (KCDN) – Woodward Field – サウスカロライナ州カムデン、アメリカ合衆国
- CDP (VOCP) – カダパ空港 – アーンドラ・プラデーシュ州カダパ、インド
- CDQ (YCRY) – クロイドン空港 – クィーンズランド州クロイドン、オーストラリア連邦
- CDR (KCDR) – シャドロン市営空港 – ネブラスカ州シャドロン、アメリカ合衆国
- CDS (KCDS) – チルドレス市営空港 – テキサス州チルドレス、アメリカ合衆国
- CDV (PACV) – マール・K（マッドホール）スミス空港 – アラスカ州コードバ、アメリカ合衆国
- CDW (KCDW) – エセックス郡空港 – ニュージャージー州コールドウェル、アメリカ合衆国

### CE
- CEA (KCEA) – Cessna Aircraft Field – カンザス州ウィチタ、アメリカ合衆国
- CEB (RPVM) – マクタン・セブ国際空港 – セブ州メトロ・セブ、ラプ・ラプ市、フィリピン共和国
- CEC (KCEC) – Del Norte 郡空港 – カリフォルニア州クレセントシティ、アメリカ合衆国
- CEF (KCEF) – Westover ARB/Metropolitan – マサチューセッツ州スプリングフィールド/Chicopee、アメリカ合衆国
- CEG – チェスター空港 – チェスター、イングランド、イギリス
- CEI (VTCT) – チェンライ国際空港 – チェンライ、タイ王国
- CEK (KCEK) – クレタ市営空港 – ネブラスカ州クレタ、アメリカ合衆国
- CEM – セントラル空港 – アラスカ州セントラル、アメリカ合衆国
- CEN (MMCN) – シウダードオブレゴン国際空港 – シウダードオブレゴン、メキシコ合衆国
- CER (LFRC) – Cherbourg Maupertus 空港 – シェルブール、フランス共和国
- CEU (KCEU) – オーコーニー郡地域空港 – サウスカロライナ州Clemson、アメリカ合衆国
- CEV (KCEV) – Mettel Field – インディアナ州コナーズビル、アメリカ合衆国
- CEW (KCEW) – Bob Sikes 空港 – フロリダ州クレストビュー、アメリカ合衆国
- CEY (KCEY) – Kyle-Oakley Field – ケンタッキー州マリー、アメリカ合衆国
- CEZ (KCEZ) – コルテス市営空港 – コロラド州コルテス、アメリカ合衆国

### CF
- CFB (SBCB) – カブ・フリウ国際空港 – カブ・フリウ、ブラジル連邦共和国
- CFD (KCFD) – Coulter Field – テキサス州ブライアン、アメリカ合衆国
- CFE (KCFE) – バッファロー市営空港 – ミネソタ州バッファロー、アメリカ合衆国
- CFE (LFLC) – Auvergne 空港 – クレルモン＝フェラン、フランス共和国
- CFJ (KCFJ) – クローフォーズビル市営空港 – インディアナ州クローフォーズビル、アメリカ合衆国
- CFK – Chefornak 空港 – アラスカ州Chefornak、アメリカ合衆国
- CFN (EIDL) – Donegal 空港 – グウィドー、アイルランド共和国
- CFR (LFRK) – Caen Carpiquet 空港 – カーン、フランス共和国
- CFS (YCFS) – Coffs Harbour 空港 – ニューサウスウェールズ州コフスハーバー、オーストラリア連邦
- CFT (KCFT) – グリーンリー郡空港 – アリゾナ州クリフトン/モレンシ、アメリカ合衆国
- CFU (LGKR) – コルフ国際空港 – Corfu、ギリシャ共和国
- CFV (KCFV) – コフィービル市営空港 – カンザス州コフィービル、アメリカ合衆国

### CG
- CGB  (SBCY) – Marechal Rondon 空港 – クイアバ、ブラジル連邦共和国
- CGC (KCGC) – クリスタルリバー空港 – フロリダ州クリスタルリバー、アメリカ合衆国
- CGE (KCGE) – ケンブリッジ・ドーチェスター空港 – メリーランド州ケンブリッジ、アメリカ合衆国
- CGF (KCGF) – Cuyahoga 郡空港 – クリーブランド、アメリカ合衆国
- CGH (SBSP) – コンゴーニャス空港 – サンパウロ市、ブラジル連邦共和国
- CGI (KCGI) – ケープジラード地域空港 – ミズーリ州ケープジラード、アメリカ合衆国
- CGK (WIII) – スカルノハッタ国際空港 – ジャカルタ、インドネシア共和国
- CGN (EDDK) – ケルン・ボン空港 – ケルン、ドイツ連邦共和国
- CGO (ZHCC) – 鄭州新鄭国際空港 – 河南省鄭州、中華人民共和国
- CGP (VGEG) – シャーアマーナト国際空港 – チッタゴン、バングラデシュ人民共和国
- CGQ (ZYCC) – 長春龍嘉国際空港 – 吉林省長春、中華人民共和国
- CGR (SBCG) – カンポ・グランデ国際空港 – カンポ・グランデ、ブラジル連邦共和国
- CGS (KCGS) – カレッジパーク空港 – メリーランド州カレッジパーク、アメリカ合衆国
- CGY (RPMY) – ラギンディガン国際空港 – 東ミサミス州、フィリピン共和国
- CGZ (KCGZ) – カサグランデ市営空港 – アリゾナ州カサグランデ、アメリカ合衆国

### CH
- CHA (KCHA) – Chattanooga Metropolitan 空港 – テネシー州チャタヌーガ、アメリカ合衆国
- CHC (NZCH) – クライストチャーチ国際空港 – クライストチャーチ、ニュージーランド
- CHD (KCHD) – チャンドラー市営空港 – アリゾナ州チャンドラー、アメリカ合衆国
- CHI – すべての空港 – イリノイ州シカゴ
- CHK (KCHK) – チカシェー市営空港 – オクラホマ州チカシェー、アメリカ合衆国
- CHN (KCHN) – Wauchula 市営空港 – フロリダ州Wauchula、アメリカ合衆国
- CHO (KCHO) – Charlottesville-Albemarle 空港 – バージニア州シャーロッツビル、アメリカ合衆国
- CHP – Circle Hot Springs 空港 – アラスカ州Circle Hot Springs、アメリカ合衆国
- CHQ (KCHQ) – ミシシッピ郡空港 – ミズーリ州チャールストン、アメリカ合衆国
- CHQ (LGSA) – Souda 空港 – ハニア、ギリシャ共和国
- CHS (KCHS) – チャールストン国際空港（チャールストン空軍基地）– サウスカロライナ州チャールストン、アメリカ合衆国
- CHT (KCHT) – チリコシー市営空港 – ミズーリ州チリコシー、アメリカ合衆国
- CHU (KCHU) – ヒューストン郡空港 – ミネソタ州カレドニア、アメリカ合衆国
- CHX – Changuinola 空港 – Changuinola、パナマ共和国
- CHZ – Chiloquin State 空港 – オレゴン州Chiloquin、アメリカ合衆国

### CI
- CIA (LIRA) – チャンピーノ空港 – ローマ、イタリア共和国
- CIC (KCIC) – Chico 市営空港 – カリフォルニア州チコ、アメリカ合衆国
- CID (KCID) – イースタン・アイオワ空港 – アイオワ州シーダーラピッズ、アメリカ合衆国
- CAG (KCAG) – Craig-Moffat 空港 – コロラド州Craig、アメリカ合衆国
- CII (KCII) – ショトー空港 – モンタナ州ショトー、アメリカ合衆国
- CIK – Chalkyitsik 空港 – アラスカ州Chalkyitsik、アメリカ合衆国
- CIN (KCIN) – Arthur N. Neu 空港 – アイオワ州キャロル、アメリカ合衆国
- CIR (KCIR) – Cairo Regional 空港 – イリノイ州カイロ、アメリカ合衆国
- CIU (KCIU) – チペワ郡国際空港 – ミシガン州スーセントマリー、アメリカ合衆国
- CIX (SPHI) – Cap. FAP José A. Quiñones Gonzales 国際空港 – チクラヨ、ペルー共和国

### CJ
- CJB (VOCB) – コーヤンブットゥール国際空港 – タミル・ナードゥ州コーヤンブットゥール、インド
- CJJ (KCJJ) – エレンチャーチ飛行場 – アイオワ州クレスコ、アメリカ合衆国
- CJR (KCJR) – カルペッパー地域空港 – バージニア州カルペッパー、アメリカ合衆国
- CJS (MMCS) – アブラハム・ゴンザレス国際空港 – シウダー・フアレス、メキシコ合衆国
- CJU (RKPC) – 済州国際空港 – 済州、大韓民国
- CJX – クロークドクリーク空港 – アラスカ州クロークドクリーク、アメリカ合衆国

### CK
- CKA (KCKA) – Kegelman AF Aux. Field – オクラホマ州チェロキー、アメリカ合衆国
- CKB (KCKB) – ハリソン・マリオン地域空港 – ウェストバージニア州クラークスバーグ、アメリカ合衆国
- CKC (KCKC) – Grand Marais/Cook 郡空港 – ミネソタ州Grand Marais、アメリカ合衆国
- CKF (KCKF) – Crisp County-Cordele 空港 – ジョージア州Cordele、アメリカ合衆国
- CKG (ZUCK) – 重慶江北国際空港 – 重慶市、中華人民共和国
- CKI (KCKI) – ウィリアムズバーグ地域空港 – サウスカロライナ州Kingstree、アメリカ合衆国
- CKM (KCKM) – Fletcher Field – ミシシッピ州クラークスデーツ、アメリカ合衆国
- CKN (KCKN) – Crookston Municipal Kirkwood Field – ミネソタ州クロークストン、アメリカ合衆国
- CKP (KCKP) – チェロキー市営空港 – アイオワ州チェロキー、アメリカ合衆国
- CKS (SBCJ) – Carajás 空港 – Parauapebas、ブラジル連邦共和国
- CKU – コードバ市営空港 – アラスカ州コードバ、アメリカ合衆国
- CKV (KCKV) – Outlaw Field – テネシー州クラークスビル、アメリカ合衆国
- CKX – チキン空港 – アラスカ州チキン、アメリカ合衆国
- CKY (GUCY) – コナクリ国際空港 – コナクリ、ギニア共和国

### CL
- CLA (VGCM) – クミッラ空港 – クミッラ、バングラデシュ人民共和国
- CLD (KCRQ) – McClellan-Palomar 空港 – カリフォルニア州カールスバッド、アメリカ合衆国
- CLE (KCLE) – クリーブランド・ホプキンス国際空港 – オハイオ州クリーブランド、アメリカ合衆国
- CLF (EGYC) – Coltishall 空港 – Coltishall、イギリス
- CLI (KCLI) – クリントンビル市営空港 – ウィスコンシン州クリントンビル、アメリカ合衆国
- CLJ (LRCL) – クルージュ＝ナポカ国際空港 – クルージュ＝ナポカ、ルーマニア
- CLK (KCLK) – クリントン地域空港 – オクラホマ州クリントン、アメリカ合衆国
- CLL (KCLL) – イースターウッド空港 – テキサス州カレッジステーション、アメリカ合衆国
- CLM (KCLM) – ウィリアム・R・フェアチャイルド国際空港 – ワシントン州ポートアンジェルス、アメリカ合衆国
- CLO (SKCL) – Alfonso Bonilla Aragon 国際空港 – カリ, コロンビア共和国
- CLP – Clarks Point 空港 – アラスカ州Clarks Point、アメリカ合衆国
- CLQ (MMIA) – Lic. Miguel de la Madrid 空港 – コリマ州コリマ、メキシコ合衆国
- CLR (KCLR) – Cliff Hatfield 記念空港 – カリフォルニア州Calipatria、アメリカ合衆国
- CLS (KCLS) – Chehalis-Centralia 空港 – ワシントン州Chehalis、アメリカ合衆国
- CLT (KCLT) – シャーロット・ダグラス国際空港 – ノースカロライナ州シャーロット、アメリカ合衆国
- CLW (KCLW) – Clearwater Air Park – フロリダ州クリアウォーター、アメリカ合衆国
- CLY (LFKC) – Calvi Sainte-Catherine 空港 – カルヴィ、フランス共和国
- CLZ (SVCL) – カラボソ空港 – グアリコ州カラボソ、ベネズエラ・ボリバル共和国

### CM
- CMA (YCMU) – Cunnamulla 空港 – クイーンズランド州Cunnamulla、オーストラリア連邦
- CMB (VCBI) – カトゥナーヤカ国際空港 – コロンボ、スリランカ民主社会主義共和国
- CME (MMCE) – Ciudad del Carmen 国際空港 – Ciudad del Carmen、メキシコ合衆国
- CMF (LFLB) – Chambéry 空港 – シャンベリ、フランス共和国
- CMG (SBCR) – コルンバ国際空港 – コルンバ、ブラジル連邦共和国
- CMH (KCMH) – ポート・コロンバス国際空港 – オハイオ州コロンバス、アメリカ合衆国
- CMI (KCMI) – イリノイ大学ウィラード空港 – イリノイ州Savoy（Champaign-Urbana Metropolitan Area内）、アメリカ合衆国
- CMN (GMMN) – ムハンマド5世国際空港 – カサブランカ、モロッコ王国
- CMO (HCMO) – ホビョ空港 – ムドゥグ州ホビョ、ソマリア連邦共和国
- CMP (SNKE) – Santana do Araguaia 空港 – Santana do Araguaia、ブラジル連邦共和国
- CMR (KCMR) – H.A. Clark Memorial Field – アリゾナ州ウィリアムズ、アメリカ合衆国
- CMX (KCMX) – ホートン郡記念空港 – ミシガン州ハンコック、アメリカ合衆国
- CMY (KCMY) – Sparta/Fort McCoy – ウィスコンシン州スパルタ、アメリカ合衆国

### CN
- CNC (KCNC) – チャリトン市営空港 – アイオワ州チャリトン、アメリカ合衆国
- CND (LRCK) – Mihail Kogalniceanu 国際空港 – コンスタンツァ、ルーマニア
- CNF (SBCF) – タンクレド・ネヴェス国際空港 – ベロオリゾンテ、ブラジル連邦共和国
- CNH (KCNH) – クレアモント市営空港 – ニューハンプシャー州クレアモント、アメリカ合衆国
- CNK (KCNK) – Blosser 市営空港 – カンザス州Concordia、アメリカ合衆国
- CNM (KCNM) – Cavern City Air Trml 空港 – ニューメキシコ州カールズバッド、アメリカ合衆国
- CNO (KCNO) – チノ空港 – カリフォルニア州チノ、アメリカ合衆国
- CNP (KCNP) – Billy G. Ray Field – ネブラスカ州チャペル、アメリカ合衆国
- CNS (YBCS) – ケアンズ国際空港 – クイーンズランド州ケアンズ、オーストラリア連邦
- CNU (KCNU) – シャヌート・マーティン・ジョンソン空港 – カンザス州シャヌート、アメリカ合衆国
- CNW (KCNW) – Tstc Waco 空港 – テキサス州ウェーコ、アメリカ合衆国
- CNX (VTCC) – チェンマイ国際空港 – チェンマイ、タイ王国
- CNY (KCNY) – Canyonlands Field – ユタ州モアブ、アメリカ合衆国

### CO
- COD (KCOD) – イエローストーン地域空港 – ワイオミング州コーディ、アメリカ合衆国
- COE (KCOE) – Coeur d'Alene Air Terminal – アイダホ州カーダレーン、アメリカ合衆国
- COF (KCOF) – パトリック空軍基地 – フロリダ州ココアビーチ、アメリカ合衆国
- COI (KCOI) – メリットアイランド空港 – フロリダ州メリットアイランド、アメリカ合衆国
- COK (VOCC) – コーチ国際空港 – コーチ（Cochin）、インド
- COM (KCOM) – コールマン市営空港 – テキサス州コールマン、アメリカ合衆国
- CON (KCON) – コンコード市営空港 – ニューハンプシャー州コンコード、アメリカ合衆国
- COP () – クーパーズタウン空港 – ニューヨーク州クーパーズタウン、アメリカ合衆国
- COO (DBBB) – カジェフォウン空港 – コトヌー、ベナン共和国
- COQ (KCOQ) – Cloquet Carlton 郡空港 – ミネソタ州Cloquet、アメリカ合衆国
- COR (SACO) – インヘニエロ・アンブロシオ・タラベジャ国際空港 – コルドバ、アルゼンチン共和国
- COS (KCOS) – コロラドスプリング空港 – コロラド州コロラドスプリングス、アメリカ合衆国
- COT (KCOT) – Cotulla-La Salle 郡空港 – テキサス州Cotulla、アメリカ合衆国
- COU (KCOU) – コロンビア地域空港 – ミズーリ州コロンビア、アメリカ合衆国
- COV (LPCV) – Covilha 空港 – Covilha、ポルトガル共和国
- COZ (MDCZ) – Constanza 空港 – Constanza、ドミニカ共和国

### CP
- CPC (SAZY) – Aviador Carlos Campos 空港 – San Martín de los Andes、アルゼンチン共和国
- CPE (MMCP) – カンペチェ国際空港 – カンペチェ、メキシコ合衆国
- CPH (EKCH) – コペンハーゲン空港 – コペンハーゲン近郊アマー島、デンマーク王国
- CPK (KCPK) – チェサピーク地域空港 – バージニア州ノーフォーク、アメリカ合衆国
- CPM (KCPM) – Compton/Woodley 空港 – カリフォルニア州コンプトン、アメリカ合衆国
- CPR (KCPR) – Natrona 郡国際空港 – ワイオミング州キャスパー、アメリカ合衆国
- CPS (KCPS) – セントルイスダウンタウン空港 – イリノイ州カホキア（ミズーリ州セントルイス）、アメリカ合衆国
- CPT (KCPT) – クリバーン市営空港 – テキサス州クリバーン、アメリカ合衆国
- CPT (FACT) – ケープタウン国際空港 – ケープタウン、南アフリカ共和国
- CPV (SBKG) – Presidente Vargas 空港 – カンピナグランデ、ブラジル連邦共和国
- CPX (TJCP) – Benjamin Rivera Noriega 空港 – クレブラ島、プエルトリコ

### CQ
- CQA (KCQA) – Lakefield 空港 – オハイオ州セライナ、アメリカ合衆国
- CQB (KCQB) – オクラホマ州地域空港 – オクラホマ州チャンドラー、アメリカ合衆国
- CQM (KCQM) – クック市営空港 – ミネソタ州クック、アメリカ合衆国
- CQX (KCQX) – チャタム町営空港 – マサチューセッツ州チャタム、アメリカ合衆国

### CR
- CRA (LRCV) – クラヨバ空港 – クラヨバ、ルーマニア
- CRC – サークルシティ空港 (new) – アラスカ州サークル、アメリカ合衆国
- CRC (SKGO) – サンタアナ空港 – Cartago、コロンビア共和国
- CRE (KCRE) – グランドストランド空港 – サウスカロライナ州ノースマートルビーチ、アメリカ合衆国
- CRG (KCRG) – クレイグ市営空港 – フロリダ州ジャクソンビル、アメリカ合衆国
- CRK (RPLC) – ディオスダド・マカパガル国際空港 – クラーク経済特別区、フィリピン
- CRL (EBCI) – シャルルロワ空港 – シャルルロワ、ベルギー王国
- CRO (KCRO) – コーコラン空港 – カリフォルニア州コーコラン、アメリカ合衆国
- CRP (KCRP) – コーパスクリスティ国際空港 – テキサス州コーパスクリスティ、アメリカ合衆国
- CRQ (SBCV) – Caravelas 空港 – Caravelas、ブラジル連邦共和国
- CRS (KCRS) – コーシカナ市営空港（C. David Campbell Field）– テキサス州コーシカナ、アメリカ合衆国
- CRT (KCRT) – Z.M. Jack Stell Field – アーカンソー州Crossett、アメリカ合衆国
- CRV (LIBC) – クロトーネ空港 – クロトーネ、イタリア共和国
- CRW (KCRW) – イェーガー空港 – ウェストバージニア州チャールストン、アメリカ合衆国
- CRX (KCRX) – Roscoe Turner 空港 – ミシシッピ州Corinth、アメリカ合衆国
- CRZ (KCRZ) – コーニング市営空港 – アイオワ州コーニング、アメリカ合衆国

### CS
- CSB (LRCS) – Caransebes 空港 – カランセベシュ、ルーマニア
- CSB (KCSB) – ケンブリッジ市営空港 – ネブラスカ州ケンブリッジ、アメリカ合衆国
- CSG (KCSG) – コロンバス空港 – ジョージア州コロンバス、アメリカ合衆国
- CSM (KCSM) – クリントン・シャーマン空港 – オクラホマ州クリントン、アメリカ合衆国
- CSQ (KCSQ) – クレストン市営空港 – アイオワ州クレストン、アメリカ合衆国
- CSR – Campbell Airstrip 空港 – アラスカ州アンカレッジ、アメリカ合衆国
- CSV (KCSV) – Crossville Memorial-Whitson Field – テネシー州クロスビル、アメリカ合衆国
- CSX (ZGHA) – 長沙黄花国際空港 – 湖南省長沙、中華人民共和国
- CSY (UWKS) – チェボクサル空港 – チェボクサル、ロシア連邦

### CT
- CTA (LICC) – Catania-Fontanarossa 空港 – カターニア、イタリア共和国
- CTB (KCTB) – カットバンク市営空港 – モンタナ州カットバンク、アメリカ合衆国
- CTG (SKCG) – Rafael Núñez 国際空港 – カルタヘナ、コロンビア共和国
- CTJ (KCTJ) – ウエストジョージア地域空港（O.V. Gray Field）– ジョージア州カロルトン、アメリカ合衆国
- CTK (KCTK) – Ingersoll 空港 – イリノイ州カントン、アメリカ合衆国
- CTM (MMCM) – チェトゥマル国際空港 – キンタナ・ロー州チェトゥマル、メキシコ合衆国
- CTN (YCKN) – クックタウン空港 – クィーンズランド州クックタウン、オーストラリア連邦
- CTS (RJCC) – 新千歳空港 – 千歳市/苫小牧市、日本
- CTU (ZUUU) – 成都双流国際空港 – 四川省成都、中華人民共和国
- CTY (KCTY) – クロスシティ空港 – フロリダ州クロスシティ、アメリカ合衆国
- CTZ (KCTZ) – Sampson 郡空港 – ノースカロライナ州クリントン、アメリカ合衆国

### CU
- CUB (KCUB) – Columbia Owens Downtown 空港 – サウスカロライナ州コロンビア、アメリカ合衆国
- CUC (SKCC) – カミーロ・ダサ国際空港 – ククタ、コロンビア共和国
- CUE (SECU) – Mariscal Lamar 空港 – クエンカ、エクアドル共和国
- CUH (KCUH) – Cushing 市営空港 – オクラホマ州Cushing、アメリカ合衆国
- CUL (KCUL) – Carmi 市営空港 – イリノイ州Carmi、アメリカ合衆国
- CUL (MMCL) – Federal de Bachigualato 国際空港 – シナロア州クリアカン、メキシコ合衆国
- CUM (SVCU) – Antonio Jose de Sucre 空港 – Cumaná、ベネズエラ・ボリバル共和国
- CUN (MMUN) – カンクン国際空港 – キンタナ・ロー州カンクン、メキシコ合衆国
- CUP (SVCP) – General Jose Francisco Bermudez 空港 – near カルパノ、ベネズエラ・ボリバル共和国
- CUR (TNCC) – ハト国際空港 – キュラソー島ウィレムスタッド近郊
- CUT (KCUT) – カスター郡空港 – サウスダコタ州カスター、アメリカ合衆国
- CUU (MMCU) – General Roberto Fierro Villalobos 国際空港 – チワワ、メキシコ合衆国
- CUZ (SPZO) – アレハンドロ・ベラスコ・アステテ国際空港 – Cusco、クスコ、ペルー共和国

### CV
- CVG (KCVG) – シンシナティ・ノーザンケンタッキー国際空港 – ケンタッキー州ヘブロン（オハイオ州シンシナティ近郊）、アメリカ合衆国
- CVJ (MMCB) – General Mariano Matamoros 空港 – クエルナバカ、メキシコ合衆国
- CVK (KCVK) – Sharp 郡地域空港 – アーカンソー州アッシュフラット、アメリカ合衆国
- CVM (MMCV) – General Pedro J. Mendez National 空港 – タマウリパス州シウダードビクトリア、メキシコ合衆国
- CVN (KCVN) – Clovis 市営空港 – ニューメキシコ州クローヴィス、アメリカ合衆国
- CVO (KCVO) – コーバリス市営空港 – オレゴン州コーバリス、アメリカ合衆国
- CVS (KCVS) – Cannon 空軍基地 – ニューメキシコ州クローヴィス、アメリカ合衆国
- CVT (EGBE) – コヴェントリー空港 – コヴェントリー、West Midlands、イギリス
- CVX (KCVX) – Charlevoix 市営空港 – ミシガン州Charlevoix、アメリカ合衆国

### CW
- CWA (KCWA) – セントラルウィスコンシン空港 – ウィスコンシン州Mosinee、アメリカ合衆国
- CWB (SBCT) – アフォンソ・ペーナ国際空港 – クリチバ、ブラジル連邦共和国
- CWF (KCWF) – Chennault 国際空港 – ルイジアナ州レイクチャールズ、アメリカ合衆国
- CWI (KCWI) – クリントン市営空港 – アイオワ州クリントン、アメリカ合衆国
- CWL (EGFF) – カーディフ空港 – カーディフ、ウェールズ、イギリス
- CWS (KCWS) – Dennis F. Cantrell Field – アーカンソー州Conway、アメリカ合衆国
- CWV (KCWV) – Claxton-Evans 郡空港 – ジョージア州Claxton、アメリカ合衆国

### CX
- CXC – Chitina 空港 – アラスカ州Chitina、アメリカ合衆国
- CXE (KCXE) – Chase City 市営空港 – バージニア州Chase City、アメリカ合衆国
- CXF – コールドフット空港 – アラスカ州コールドフット、アメリカ合衆国
- CXH (CYHC) – バンクーバーハーバーウォーター飛行場 – ブリティッシュコロンビア州バンクーバー、カナダ
- CXL (KCXL) – カレキシコ国際空港 – カリフォルニア州カレキシコ、アメリカ合衆国
- CXO (KCXO) – ローンスター・エグゼクティブ空港 – テキサス州ヒューストン、アメリカ合衆国
- CXP (KCXP) – カーソン空港 – ネバダ州カーソンシティ、アメリカ合衆国
- CXR(VVCR)－カムラン空港－カインホア省カムラン、ベトナム社会主義共和国
- CXU (KCXU) – Camilla-Mitchell 郡空港 – ジョージア州カミラ、アメリカ合衆国
- CXY (KCXY) – キャピタルシティ空港 – ペンシルベニア州ハリスバーグ、アメリカ合衆国

### CY
- CYB (MWCB) – Gerrard Smith 国際空港 – ケイマンブラック、ケイマン諸島
- CYI (RCKU) – 嘉義空港 – 嘉義県水上郷、台湾
- CYO (KCYO) – Pickaway 郡記念空港 – オハイオ州サークルビュー、アメリカ合衆国
- CYS (KCYS) – シャイアン地域空港（Jerry Olson Field）– ワイオミング州シャイアン、アメリカ合衆国
- CYT (PACY) – Yakataga 空港 – アラスカ州Yakataga、アメリカ合衆国
- CYW (KCYW) – Clay Center 市営空港 – Clay Center, Kansas、アメリカ合衆国

### CZ
- CZA (MMCT) – チチェン・イツァ国際空港 – ユカタン州チチェン・イツァ、メキシコ合衆国
- CZD (KCZD) – Cozad 市営空港 – ネブラスカ州Cozad、アメリカ合衆国
- CZF (PACZ) – Cape Romanzof LRRS – アラスカ州Cape Romanzof、アメリカ合衆国
- CZG (KCZG) – Tri-Cities 空港 – ニューヨーク州エンディコット、アメリカ合衆国
- CZK (KCZK) – Cascade Locks State 空港 – オレゴン州Cascade Locks、アメリカ合衆国
- CZL (KCZL) – Tom B. David Field – ジョージア州Calhoun、アメリカ合衆国
- CZM (MMCZ) – Cozumel 国際空港 – Cozumel、メキシコ合衆国
- CZN – Chisana 空港 – アラスカ州Chisana、アメリカ合衆国
- CZO – Chistochina 空港 – アラスカ州Chistochina、アメリカ合衆国
- CZT (KCZT) – Dimmit 郡空港 – テキサス州Carrizo Springs、アメリカ合衆国